# Hilton Ribeiro da Rocha
Hilton Ribeiro da Rocha (Cambuquira, 23 de dezembro de 1911 – 21 de maio de 1993) foi um médico brasileiro.
Graduado em medicina pela Faculdade de Medicina de Minas Gerais em 1933. Foi eleito membro da Academia Nacional de Medicina em 1972, sucedendo Francisco Victor Rodrigues na Cadeira 79, que tem Olympio Arthur Ribeiro da Fonseca como patrono. e membro fundador da Academia Brasileira de Médicos Escritores
Também ocupou a cadeira nº 21 da Academia Mineira de Letras.

## Participação em entidades de classe
- Conselho Regional de Medicina de Minas Gerais[nota 1]
- Academia Nacional de Medicina[nota 2]
- Associação dos Hospitais de Minas Gerais
- Sociedade Brasileira de Oftalmologia
- Academia Internacional de Oftalmologia
- Academia Mineira de Letras[nota 3]
- Academia Brasileira de Médicos Escritores
- Sociedade Brasileira de Escritores Médicos[3]
- Academia Mineira de Medicina[nota 4]

## Obras publicadas
- Páginas Esparsas[nota 5]

## Láureas
- Personalidade Médica Mineira de 1992 - Associação Médica de Minas Gerais[3]
- Palma Acadêmica - Academia Mineira de Medicina[nota 6]